# Транзе-Розенек (дворянский род)
Транзе-Розенек — русский дворянский род остзейского происхождения.

## Происхождение и история рода
Род балтийских немцев фон Транзе-Розенек (нем. von Transehe-Roseneck) принадлежал к дворянам, населявшим современную территорию Латвии с XVI по XX век. Первый его представитель Тисс Транзе во время протестантских гонений с испанских Нидерландов перебрался в Ливонию, где и умер в 1558 году. Его сын Герхард Транзе служил пастором в лютеранских церквях в Грамзде и Скрунде. В последующие несколько веков некоторые представители этого рода занимали высшие звания на шведской военной службе и служили пасторами.
За активную общественную деятельность Валерий Транзе в 1683 году был внесён в Шведский дворянский список. Его сын Герхард расширил недвижимые владения рода в Лифляндии, а его внук Александр Кристофер (1691—1731) сумел их сохранить после включения провинции в состав Российской империи. При его сыновьях линия рода разделилась на линии Sackenhof-Neu-Wrangelshof (Карл Август 1717—1778) и Selsau-Erlaa (Отто Иоганн 1721—1791).
К началу XX века в Лифляндии этому роду принадлежало 19 поместий с землями.

## Известные представители
- Транзе, Георгий Георгиевич (1845—1908) — комендант и начальник Гатчинского гарнизона, генерал-лейтенант, Георгиевский кавалер.
- Транзеге, Рудольф Рудольфович (1858—1928) — чиновник Сената, сенатор.
- Транзе-Розенек, Астаф[нем.] (1865—1946) — немецко-балтийский генеалог.
- Транзе-Розенек, Николай Александрович[нем.] (1886—1960) — российский военно-морской офицер, полярный исследователь и сотрудник ЦРУ.
- Транзе-Розенек, Николай Николаевич[нем.] (1886—1969) — орнитолог.

## Описание герба
Щит рассечен. В правом серебряном поле красная роза. В левом голубом поле выходящий справа черный орел, золотом вооруженный.
Щит увенчан коронованным дворянским шлемом. Нашлемник — пять страусовых перьев: три голубых и два серебряных. Намет голубой, подложенный серебром и золотом в три яруса, в шахматы.